# 皇民党事件
皇民党事件（こうみんとうじけん）とは、自由民主党の総裁指名に関し、1987年（昭和62年）に日本皇民党が起こした事件。1992年（平成4年）の東京佐川急便事件に絡み、その公判中に明らかになる。“総理誕生に闇勢力が関わった”として問題になった。

## 概説
当時、内閣総理大臣だった中曽根康弘から受ける、次期自由民主党総裁の指名を巡って、安倍晋太郎・宮澤喜一と争っていた竹下登が、四国・香川県を拠点とする右翼団体である日本皇民党から、執拗に『日本一金儲けの上手い竹下さんを総理にしましょう』と「ほめ殺し演説」を受ける。
「ほめ殺し」とは、右翼団体が行う街頭宣伝活動の一形態で、攻撃対象を徹底的に皮肉を込めて誉め称えたり、嫌がらせの街宣活動を行い圧力を加える事である。なお、この事件を取材したジャーナリストの岩瀬達哉によると、ほめ殺しなる言葉を定着させた人物は、浜田幸一だとされている。岩瀬が竹下の生い立ちや同事件の取材をまとめた『われ、万死に値す』の文中では、竹下の意を受けた浜田が高松市にある皇民党本部に出向き、皇民党の幹部に『8億円積むから、（街宣活動から）手を引いてくれ』と申し入れたが、「右翼をカネで買えると思うのか」と皇民党幹部に一顧だにされず、激昂して発した言葉が、『お前らのやってることは、ほめ殺しじゃないか』だったとされている。
日本皇民党が竹下を攻撃した理由は、「闇将軍」とあだ名されていた元首相の田中角栄に叛旗を翻す形で竹下が経世会（竹下派）を旗揚げしたことに稲本虎翁・皇民党総裁が「義憤」を感じたためといわれる。
竹下はこのことで円形脱毛症になったともいわれるが、その風聞自体が「右翼ひとつ押さえられないようでは総理は務まらないのでは」という風評を生んで更に竹下を追い詰めた。竹下自身も「後継総裁は無理だ」とこぼしたとされている。その後、金丸信・小沢一郎らが、暴力団とのつながりが強い、東京佐川急便社長の渡辺広康に仲介を依頼し、渡辺は稲川会二代目会長・石井隆匡に皇民党との仲介を依頼する。これを受けた稲川会と皇民党との2度目の会談で、『竹下が田中邸に直接謝罪に行くこと』を条件にほめ殺しをやめることで両者の話し合いがついた。この合意を履行するため、竹下は小沢一郎と共にマスコミが詰めるなか目白にある田中邸を訪問した。しかし、長女の田中眞紀子ら田中家側が竹下を家に上げなかったため、竹下は名刺を渡して退去した。結局、竹下は田中邸を門前払いにされ角栄とは会えなかったものの、この訪問を境に嫌がらせは止んだ。
竹下は後の証人喚問で事件について、一部事実関係については否定しつつも、「万死に値する」として道義的責任を認めている。しかしながら衆議院議員辞職については、頑なに拒否した。
この事件を受けて、国会議事堂等周辺地域及び外国公館等周辺地域の静穏の保持に関する法律が制定された。

## 検面調書朗読問題
東京佐川急便事件の渡辺広康の東京地方裁判所における1992年11月5日の公判で、皇民党ナンバー2による大島竜珉の検面調書が、小出錞一裁判長の指示によって法廷で読み上げられ、皇民党によるほめ殺しについて説得工作を行った7人の自民党議員の実名が明らかにされた。大島の調書によると、7人の自民党議員は金丸信、森喜朗、浜田幸一、小渕恵三、梶山静六、魚住汎英、浦田勝で、森、浜田、魚住、浦田ら4人は本人が、金丸、小渕、梶山ら3人は代理人を通じて稲本総裁らに対して、竹下への妨害活動中止を申し入れてきたとしている。
浜田、魚住、浦田の3人は皇民党との接触を認めた。しかし、金丸、森、小渕、梶山ら4人は皇民党への働きかけを事実無根として否定した。大島調書の法廷朗読について自民党は「自民党議員及び党の名誉を著しく傷つけるものであった」として、大島だけでなく裁判長や東京地方検察庁の担当検事を含めた司法当局批判を展開し、刑事告訴だけでなく裁判官訴追委員会や検察官適格審査会での措置を含めた対応を検討した。最終的には検察庁幹部や法務大臣が「（大島調書の中身について）裏付けが不十分であった」旨を述べ、自民党が矛を収める形で決着した。
なお、金丸は竹下への妨害活動中止に石井会長ら稲川会幹部の関与を認めた上で、臨床尋問では「川に落ちた所を助けて貰ったのだから、それが暴力団だろうが感謝するのは当然だ」と述べている。後の佐川急便事件公判や一部報道などでは、金丸・小沢が石井等を訪問した際に、金丸や小沢が、石井らに深々と頭を下げた等と伝えられた。